# Fritz Birrenkoven
Fritz Birrenkoven (* 1. November 1878 in München; † 30. August 1939 ebenda) war ein deutscher Opernsänger (Tenor) und Gesangspädagoge.

## Leben
Fritz Birrenkoven schlug wie seine älteren Brüder Willi (1865–1955) und Franz (1873–1961) die Sängerlaufbahn ein, nachdem er eine Stimmausbildung am Konservatorium Düsseldorf abgeschlossen hatte. Am Düsseldorfer Opernhaus feierte er 1897 in der Rolle des Max in „Der Freischütz“ sein Bühnendebüt.
Es folgten Engagements an verschiedenen Opernhäusern in Deutschland, so von 1898 bis 1900 am Stadttheater Hamburg, von 1900 bis 1901 am Stadttheater von Danzig, von 1901 bis 1904 am Hoftheater Darmstadt, von 1904 bis 1905 am Nationaltheater Berlin und von 1905 bis 1913 am Stadttheater Elberfeld, ehe er 1913 an die Hofoper München, die spätere Bayerische Staatsoper, berufen wurde, an der er bis 1925 erfolgreich Karriere machte.
Der Künstler trat vor allem in lyrischen Tenorpartien auf und wirkte in München in mehreren Uraufführungen mit, wie etwa am 28. März 1916 als Erster Soldat in „Violanta“ von Erich Wolfgang Korngold, am 12. Juni 1917 in der Rolle des Bischofs von Budoja in „Palestrina“ von Hans Pfitzner oder am 30. November 1920 in „Die Vögel“ von Walter Braunfels. Bei Gastspielen und Konzerten hatte er weitere Erfolge.
Nach seinem Rücktritt von der Bühne wirkte Birrenkoven in München als Gesangspädagoge und war noch bis 1928 an der Hofoper München als Inspizient tätig.

## Repertoire (Auswahl)
- Hoffmann in „Hoffmanns Erzählungen“ von Jacques Offenbach
- Lyonel in „Martha“ von Friedrich von Flotow
- Jaquino in „Fidelio“ von Ludwig van Beethoven
- David in „Die Meistersinger von Nürnberg“ von Richard Wagner
- Goro in „Madama Butterfly“ von Giacomo Puccini
- Bardolfo in „Falstaff“ von Giuseppe Verdi
- Moormann in „Die Rose vom Liebesgarten“ von Hans Pfitzner
- Niklas in „Hans Heiling“ von Heinrich Marschner
- Mime in „Das Rheingold“ von Richard Wagner